# Peinture avec bordure blanche
Peinture avec bordure blanche – ou en allemand Bild mit weißem Rand – est un tableau réalisé par le peintre d'origine russe Vassily Kandinsky en mai 1913. D'un format horizontal, cette huile sur toile se présente comme une abstraction colorée partiellement entourée d'une bordure claire. Inspirée par Moscou, sa composition picturale peut cependant être interprétée comme une figuration de saint Georges à cheval pointant une lance. L'œuvre est conservée au musée Solomon-R.-Guggenheim, à New York, aux États-Unis.